# علهان (حجة)

تعديل مصدري - تعديل

علهان هي إحدى قرى عزلة بني علي بمديرية حجة التابعة لمحافظة حجة، بلغ تعداد سكانها 561 نسمة حسب تعداد اليمن لعام 2004.